# 1819 en France
Chronologie de la France
- 1815
- 1816
- 1817
- 1818
- 1819
- 1820
- 1821
- 1822
- 1823

Cette page concerne l'année 1819 du calendrier grégorien.

## Événements
- 29 janvier : la Chambre des députés vote une dotation de 50 000 francs de rente au duc de Richelieu, à titre de récompense nationale[1].

- 20 février : Benjamin Constant prononce son célèbre discours intitulé De la liberté des Anciens comparée à celle des Modernes à l’Athénée royal de Paris[2].
- 26 février : émeutes à Vienne lors de l’introduction d’une tondeuse mécanique dans l’industrie drapière par la maison Gentin et Odoard. La machine est détruite malgré l'escorte de gendarmerie. La troupe intervient. Vingt-neuf prévenus sont acquittés en mai. Des destructions de machines se déroulent cette même année à Mortagne et Limoux[3].

- 5 mars : Decazes, qui cherche à s’appuyer sur la gauche, renverse la majorité de la Chambre haute en faisant nommer soixante nouveaux pairs par ordonnance royale[4]. Il destitue des préfets ultras et essaye de gagner l’opinion par des mesures libérales, en particulier concernant la presse[5].
- 7-8 mars : troubles à Nîmes ; des factieux ivres s'en prennent aux libéraux et aux protestants à la porte du théâtre ; plusieurs personnes arrêtés sont libérés par la foule aux cris de « vive le roi ! », « vive les Bourbons ! ». En l'absence de préfet, les autorités locales font appel à l'armée pour rétablir d'ordre[6].
- 22 mars : trois projets de lois sur la presse sont présentés à la Chambre par Hercule de Serre ; adoptés les 17 et 26 mai et le 9 juin, ils suppriment la censure et l’autorisation préalable de publier[7].
- 23 mars : la Chambre des députés rejette la proposition de modification de la loi électorale du 5 février 1817 destinée à restreindre les droits électoraux  déposée par le député François Barthélemy à une large majorité (150 voix contre 94)[8].

- 6 avril : le navire négrier Le Rodeur, parti du Havre le 24 janvier, charge à Bonny en Afrique occidentale une cargaison de 160 esclaves, en violation des lois françaises contre la traite. Des esclaves entassés dans la cale contractent une ophtalmie. Trente-neuf d'entre eux, devenus aveugles, sont jetés à la mer. Le navire débarque à la Guadeloupe le 21 juin[9].

- 17 mai : loi sur la répression des crimes et délits commis par la voie de la presse[10].

- 9 juin : loi affranchissant de la censure les journaux et les écrits périodiques[7].
- 16 juin : Le Drapeau blanc, hebdomadaire politique et littéraire lancé le 20 janvier par Alphonse Martainville, devient quotidien[11].
- 21 juin : premier numéro du journal Le Courier, organe des doctrinaires (Royer-Collard, Guizot, Rémusat)[5].
- 22-29 juin : troubles à l'école de droit de Paris , à l'occasion du cours de Nicolas Bavoux, qui est suspendu de ses fonctions le 1er juillet. Poursuivi devant la cour d'assises pour avoir « excité les citoyens à désobéir aux lois », il est acquitté[12].

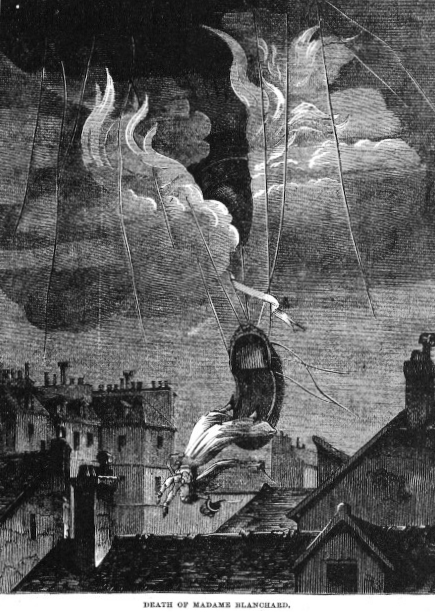
Mort de Sophie Blanchard.

- 6 juillet : l'aéronaute Sophie Blanchard meurt à la suite de l'incendie de son ballon, alors qu'elle lance des feux d'artifice au-dessus des jardins de Tivoli à Paris[13].
- 14 juillet : loi qui supprime le droit d'aubaine[1].
- 16 juillet : loi protectionniste dite de « l’échelle mobile sur les blés ». Decazes fait voter la première loi taxant les céréales entrant en France[14].
- 17 juillet : clôture de la session 1818–1819 de la Chambre des députés[1].

- 23 août : le pape Pie VII, constatant l'impossibilité où se trouve le roi de France d'exécuter le concordat de 1817, déclare provisoirement maintenu le concordat signé avec Napoléon Ier en 1801[15].
- 25 août - 23 septembre : exposition des produits de l'industrie française au Louvre[1].
- 25 août : Le Radeau de La Méduse, toile de Théodore Géricault inscrite au livret officiel sous le titre Scène de naufrage, est présenté au Salon[16]. Girodet présente un Pygmalion, Ingres sa Grande Odalisque et Roger délivrant Angélique[17].

- 11 septembre : troisième succès des libéraux aux élections législatives. Après le renouvellement partiel de la Chambre des députés, favorable aux indépendants, Decazes tente de faire machine arrière mais ne parvient pas à rallier les ultras. S’unissant aux « indépendants » contre les « ministériels », les électeurs ultras de l’Isère font choisir comme député un conventionnel notoire, l’ancien évêque constitutionnel Grégoire, qualifié de régicide malgré son absence le jour du vote. La presse ultra crie au scandale, et la majorité vote l’exclusion de la Chambre du nouvel élu[5].

- Octobre : installation de Madame Récamier à l'Abbaye-aux-Bois à Paris[18].
- 10 novembre : convention avec la régence d'Alger pour le paiement des dettes dues par la France[1].

- 19 novembre : Decazes devient président du Conseil après la démission de Dessolles et de Joseph-Dominique Louis dit baron Louis'[19]'.

- 29 novembre : séance royale pour l'ouverture des chambres[1].
- 6 décembre : l'abbé Grégoire, député de l'Isère, est exclu de la chambre des députés pour cause d’indignité par la droite et pour vice de forme par la gauche[1].

## Naissances en 1819
- 1er mars : François-Marie-Benjamin Richard, cardinal français, archevêque de Paris. († 28 janvier 1908).

## Décès en 1819
- x